# ファンシー (映画)
『ファンシー』は、2020年に公開された日本映画。山本直樹の同名短編漫画（『学校』所収）の映画化。

## あらすじ
ある地方の寂れた温泉街。昼は郵便配達員、夜は彫師という生活を送るサングラスの男・鷹巣明は、街の外れに住む詩人・南十字星ペンギンのもとに配達に訪れた。彼は名前の通りペンギンのお面をかぶり常に冷房を全開にしている変わり者で、「月刊ファンシーポエム」という雑誌に詩を寄稿して若い女性読者から人気を博していた。ペンギンは頻繁にファンレターをくれる熱烈なファン「月夜の星」と文通をしているが、この日に届けられた手紙には「どうかわたしをいっしょう先生のおそばにおいてください。そして先生の、身のまわりのお世話をさせてください」と書かれており、ペンギンは戸惑うことになる。

## キャスト
- 鷹巣明 - 永瀬正敏
- 南十字星ペンギン - 窪田正孝
- 月夜の星 - 小西桜子
- 新田 - 深水元基
- 国広 - 長谷川朝晴
- - 坂田聡
- - 吉岡睦雄
- - 榊英雄
- - 佐藤江梨子
- 竜男 - 宇崎竜童
- 田中 - 田口トモロヲ
- 篠田 - 外波山文明
- - 今奈良孝行
- - 飯島大介
- - 澤真希
- - 阿部英貴
- - ガンビーノ小林
- - つぼみ
- - 尚玄
- - 川口貴弘

## スタッフ
- 監督：廣田正興
- 原作：山本直樹
- 製作：安井邦好、岡本東郎、村田嘉邦
- 脚本：今奈良孝行、廣田正興
- プロデューサー：片山武志、末吉太平
- ラインプロデューサー：金森保
- 撮影：神田創
- 照明：丸山和志
- 録音：弥栄裕樹
- 美術：禪洲幸久
- スタイリスト：立山功
- ヘアメイク：東村忠明
- ガンエフェクト：納富貴久男
- アクション指導：中村嘉夫
- VFXデザイナー：山中一也
- VFXスーパーバイザー：坂本剛一
- 編集：初鹿紗梨
- 音楽：ジェイムス下地
- 助監督：木ノ本豪
- キャスティング協力：狩野善則
- 制作担当：柴野淳
- 製作：日本出版販売、バップ
- 企画協力：ブレス